# Casimiro Morcillo González

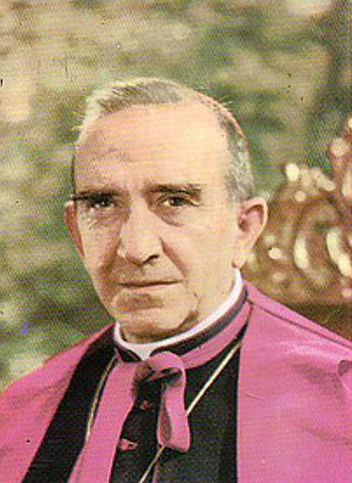
Erzbischof Casimiro Morcillo González (1968)

Casimiro Morcillo González (* 26. Januar 1904 in Soto del Real; † 30. Mai 1971 in Madrid) war römisch-katholischer Erzbischof von Madrid.

## Leben

Erzbischofswappen

Casimiro Morcillo González empfing am 18. Dezember 1926 die Priesterweihe. Pius XII. ernannte ihn am 25. Januar 1943 zum Weihbischof in Madrid und Titularbischof von Agathopolis.
Die Bischofsweihe spendete ihm der Bischof von Madrid, Leopoldo Eijo y Garay, am 9. Mai desselben Jahres; Mitkonsekratoren waren der Bischof von Tortosa, Félix Bilbao y Ugarriza und der Bischof von Mondoñedo, Benjamín de Arriba y Castro.
Der Papst Pius XII. ernannte ihn am 13. Mai 1950 zum Bischof von Bilbao und am 21. September 1955 zum Erzbischof von Saragossa. Er nahm an allen Sitzungsperioden des Zweiten Vatikanischen Konzils teil. Paul VI. ernannte ihn am 27. März 1964 zum Erzbischof von Madrid.
Der spanische Diktator Francisco Franco ernannte ihn 1964 zum Procurador de Cortes, d. h. einem Mitglied der von Franco eingesetzten angeblichen Volksvertretung Cortes Españolas, einer Art Parlamentsersatz von Francos Gnaden.